# Cantù
Cantù är en ort och kommun i provinsen Como i regionen Lombardiet i Italien. Kommunen hade 40 007 invånare (2018).